# Alexander Baburin
Alexander Baburin (russisch Александр Евгеньевич Бабурин; * 19. Februar 1967 in Gorki) ist ein irischer Schachspieler russischer Herkunft.

## Leben
Als Kind lernte er das Schachspielen von seinem Vater. Trainiert wurde er unter anderem von den Großmeistern Oleg Tschernikow und Alexander Pantschenko. Bis 1993 lebte Alexander Baburin in Nischni Nowgorod, das bis 1990 unter dem Namen Gorki bekannt war. Dort studierte er ab 1984 für ein Jahr Strahlenphysik an der Universität Gorki. 1985 wurde er zur Armee eingezogen und spielte nach seinem Wehrdienst als Schachprofi für den Armeesportclub. Er studierte auch Ingenieurwissenschaft und Linguistik, schloss aber keines seiner drei Studien ab. Mit seiner Frau und zwei Kindern wohnt er seit September 1993 in Dublin, wo er als Schachlehrer, -profi und Buchhändler arbeitet. Sein 1997 erschienenes Buch Winning Pawn Structures (übersetzt Gewinnbringende Bauernstrukturen) bekam gute Kritiken. Seit dem Jahr 2000 betreut er den täglichen, inzwischen wöchentlichen Newsletter Chess Today.

## Erfolge

### Einzelerfolge
Im Dezember 1990 gewann er das 4. Dubinin Memorial in Nischni Nowgorod, 1992 das Liechtenstein Open in Schellenberg vor Lutz Espig und Edhi Handoko sowie die Offene Schweizer Meisterschaft in Leukerbad. 1993, 1994, 2005 und 2016 siegte er beim Kilkenny Chess Congress, zudem gewann er 1995 und 2010 das Bunratty International Chess Festival sowie 1997 das Universe Open in San Francisco. Mit 8 Punkten aus 9 Partien gewann er, ebenfalls 1997, das Isle of Man-Open und erzielte dabei eine Elo-Leistung von 2827. Bei den Commonwealth-Meisterschaften 1999 im indischen Bikaner blieb er mit 8,5 aus 10 ungeschlagen, spielt jedoch außer Konkurrenz, da die Republik Irland nicht Mitglied des Commonwealth of Nations ist. Beim Politiken Cup 1999 in Kopenhagen teilte er sich den Sieg mit Tiger Hillarp Persson. Im Mai 2007 konnte er das Liechtenstein Open in seiner 25. Ausgabe, das diesmal in Triesen stattfand, zum zweiten Mal gewinnen (vor Eduardas Rozentalis und Iván Faragó). Die Meisterklasse des Cork Chess Congress gewann Baburin 2007 und 2015. Er gewann 2008 und 2023 jeweils in Dublin die irische Einzelmeisterschaft.

### Mannschaftsschach
Mit der irischen Nationalmannschaft nahm er an sieben Schacholympiaden (1996, 2000, 2002, 2004, 2006, 2008 und 2014) teil mit einem Gesamtergebnis von 41 Punkten aus 77 Partien (+20 =42 −15), sowie der Mannschaftseuropameisterschaft 2005.
In Ungarn spielte er 1991 für BEAC Budapest, in Österreich in der Saison 2002/03 für den SV Tschaturanga. In der deutschen Schachbundesliga spielte er in der Saison 1997/98 für die Schachfreunde Neukölln, in der Saison 1999/2000 für den Delmenhorster Schachklub und in der Saison 2003/04 für die Bremer Schachgesellschaft von 1877. Mit dem Londoner Verein Wood Green, bei dem er seit 1998 spielt, gewann er 2002/03, 2004/05, 2005/06, 2008/09, 2009/10 und 2011/12 die 4NCL. Auch in französischen Ligen spielte er schon und wurde mit C.E.M.C. Monaco in der Saison 2001/02 französischer Mannschaftsmeister. Mit dem irischen Kilkenny Chess Club nahm er an den European Club Cups 2006 und 2007 teil.

### Titel und Rating
Den sowjetischen Meistergrad erreichte er 1987. 1990 erhielt er den Titel Internationaler Meister, 1996 den Großmeister-Titel. Die erste Norm hierfür erzielte er bei seinem ersten Normenturnier im Dezember 1991 in Budapest (Kategorie 9), die nächste Norm ließ jedoch vier Jahre auf sich warten: erst 1995 erzielte er eine weitere GM-Norm, diesmal in Groningen. Die abschließende Norm erzielte er 1996 beim 18. Politiken Cup in Kopenhagen.
Seine Elo-Zahl beträgt 2379 (Stand: August 2023). Seine bisher höchste Elo-Zahl war 2600 im Januar 1998. In den 2000er- und 2010er-Jahren führte er die irische Elo-Rangliste an.

## Veröffentlichungen
- Trends in the Queens Gambit Accepted, Volume 2. Trends Publications, London 1994, ISBN 1-85932-075-9.
- Trends in the Kings-Indian Four Pawns Attack, Volume 2. Tournament Chess, London 1997, ISBN 1-85932-083-X.
- Mikhail Botvinnik and the Soviet School of Chess. Everyman Chess, London 1997, ISBN 1-85744-133-8.
- Winning Pawn Structures. International Chess Enterprises, Seattle 1997, ISBN 1-879479-70-2.